# Андрей Макрелов
Андрей Макрелов е български духовник и революционер, деец на Вътрешната македоно-одринска революционна организация.

## Биография
Роден е в пашмаклийското село Чокманово, тогава в Османската империя. Става свещеник и служи в Левочево. Същевременно се присъединява към ВМОРО. Заедно със свещеник Христо Поппантелеев основава местен комитет на ВМОРО, към който привлича Тодор Хвойнев.
Синът му Костадин Макрелов също е деец на ВМОРО.